# Timo Lange
Timo Lange (Grevesmühlen, 19 gennaio 1968) è un dirigente sportivo, allenatore di calcio ed ex calciatore tedesco, di ruolo centrocampista.

## Palmarès

### Giocatore

#### Competizioni nazionali
- Campionato tedesco di seconda divisione: 1

Bochum: 1994-1995